# انگل مجرد
انگل مجرد (به ژاپنی: パラサイトシングル, parasaito shinguru)، یک فرد مجرد است که بیش از ۲۰ یا اوایل ۳۰ سالگی با والدین خود زندگی می‌کند تا از زندگی راحت‌تری برخوردار شود. در فرهنگ ژاپنی، این اصطلاح به ویژه هنگام توصیف منفی زنان جوان مجرد استفاده می‌شود.